# يو إف سي 37
يو إف سي 37: تأثير عالي (بالإنجليزية: UFC 37: High Impact)‏ هو حدث لفنون القتال المختلطة نظمته يو إف سي، أُقيم في 10 مايو 2002، على بقالة بروكشاير أرينا في بوسير سيتي، لويزيانا، الولايات المتحدة.